# Web Open Font Format
El formato de fuente abierto web ( WOFF ) es un formato de fuente para uso en páginas web . Los archivos WOFF son fuentes OpenType o TrueType, con compresión de formato específico aplicada y metadatos XML adicionales agregados. Los dos objetivos principales son, en primer lugar, distinguir los archivos de fuentes destinados a usarse como fuentes web de los archivos de fuentes destinados a usarse en aplicaciones de escritorio a través de una instalación local y, en segundo lugar, reducir la latencia de las fuentes web cuando las fuentes se transfieren de un servidor a un cliente a través de una conexión de red.

## Normalización
El primer borrador de WOFF 1 fue lanzado en 2009 por Jonathan Kew, Tal Leming y Erik van Blokland, con el código de conversión de referencia desarrollado por Jonathan Kew. Después de que WOFF fuera presentado al Consorcio World Wide Web (W3C) por la Fundación Mozilla, Opera Software y Microsoft en abril de 2010, el W3C comentó que esperaba que WOFF se estableciera como el "formato único e interoperable" compatible con todos los navegadores. En julio de 2010, el W3C publicó WOFF como un borrador de trabajo y el 13 de diciembre de 2012 se publicó como Recomendación oficial del W3C. 
WOFF 2.0, con código de referencia proporcionado por Google, tiene un esquema de compresión mejorado, que utiliza Brotli para la compresión a nivel de bytes, y se convirtió en una recomendación del W3C en marzo de 2018. 
Cada versión del formato ha recibido el respaldo de muchas fundiciones tipográficas . 

## Especificación
WOFF es un formato que contiene fuentes basadas en SFNT (como TrueType u OpenType) que han sido comprimidas mediante una herramienta de codificación específica de WOFF para poder ser integradas en páginas web. La versión 1 de WOFF usa la compresión zlib (específicamente la función compress2), lo que normalmente reduce el tamaño de los archivos TrueType en más del 40%. En cambio, los archivos OpenType con contornos de glifos PostScript (CFF) ya están comprimidos, por lo que su reducción suele ser menor.

## Compatibilidad con navegadores
Los principales navegadores web admiten WOFF:
- Firefox desde la versión 3.6 [5]
- Google Chrome desde la versión 6.0 [6]
- Internet Explorer desde la versión 9 [7]
- Konqueror desde KDE 4.4.1 [8]
- Microsoft Edge
- Opera desde la versión 11.10 [9] ( Presto 2.7.81) [10]
- Safari [11] 5.1 [12]
- otros navegadores basados en WebKit desde la versión WebKit 528[13][14]

WOFF 2.0 es compatible con:
- Google Chrome (desde la versión 36), [15]
- Edge (desde la versión 14), [16]
- Opera (desde la versión 26), [17]
- Firefox (desde la versión 35) [18]
- Safari (desde la versión 10). [19]

Algunos navegadores aplican una política del mismo origen, lo que impide que las fuentes WOFF se utilicen en diferentes dominios. Esta restricción es parte del módulo Fuentes CSS 3,  donde se aplica a todos los formatos de fuente y puede ser anulada por el servidor que proporciona la fuente.
Algunos servidores pueden requerir la adición manual del tipo MIME de WOFF para servir los archivos correctamente.  Desde febrero de 2017, el tipo MIME adecuado es font/woff para WOFF 1.0 y font/woff2 para WOFF 2.0.   Antes de febrero de 2017, el tipo MIME estándar para WOFF 1.0 era application/font-woff, y algunas aplicaciones aún pueden usar el tipo antiguo, aunque ahora está obsoleto.